# Josef Gruber (Politiker, 1925)
Josef Gruber (* 4. Februar 1925 in Bruck an der Mur; † 13. September 2013) war ein österreichischer Politiker (SPÖ). Gruber war von 1962 bis 1988 Landesrat in der Steiermärkischen Landesregierung. 
Josef Gruber wurde am 13. März 1962 in die Steiermärkische Landesregierung gewählt, der er bis zum 31. Oktober 1988 angehörte. Gruber hatte dabei das Sozialressort inne. Mit 26 Jahren Dienstzeit ist Gruber das längstdienende Regierungsmitglied der Steiermark. Nach dem Ende seiner politischen Karriere war Gruber Aufsichtsratsvorsitzender der Grazer Gemeinnützigen Wohnungsgenossenschaft und Mitglied im Vorstand der Behindertenorganisation Jugend am Werk Steiermark.
Gruber verstarb am 13. September 2013.

## Auszeichnungen
- 1989: Großes Silbernes Ehrenzeichen mit dem Stern für Verdienste um die Republik Österreich[5]
- Ehrenring und Ehrenbürger der Stadtgemeinde Kapfenberg